# Баджаур
Баджаур (урду ضلع باجوڑ‎) — округ области Малаканд провинции Хайбер-Пахтунхва Исламской Республики Пакистан. Административный центр — город Кхар. Площадь 1290 км². Население 595 227 человек (1998).

## История
В начале 1960-х годов город был атакован войсками Мухаммеда Дауда.

### Террористический акт
25 декабря 2010 года произошёл теракт в пакистанском городе Кхар. В результате самоподрыва террориста-смертника погибли 39 человек и ещё 60 получили ранения.

## Уровень грамотности
Уровень грамотности населения в агентстве Баджаур равняется 15,8 %. Грамотны 25,7 % мужского населения агентства и 4,2 % женского.
| Агентство | Уровень грамотности на 2007 год | Уровень грамотности на 2007 год | Уровень грамотности на 2007 год |
| Агентство | Мужчины                         | Женщины                         | Всего                           |
| --------- | ------------------------------- | ------------------------------- | ------------------------------- |
| Баджаур   | 25,7 %                          | 4,2 %                           | 15,8 %                          |